# Каптол (община)
Ка́птол (хорв. Kaptol) — община с центром в одноимённом посёлке в восточной части Хорватии, в Пожежско-Славонской жупании. Население общины 3472 человека (2011), население посёлка — 1409 человек. В состав общины кроме административного центра входят ещё 9 деревень.
Большинство населения общины составляют хорваты — 97,2 %, чехи составляют 1,8 % населения.
Населённые пункты общины находятся в северной части Пожежской долины на южных склонах хребта Папук. В 8 км к юго-западу находится город Пожега, в 8 км к востоку — Кутьево. Через Каптол проходит автодорога Велика — Кутьево.
В посёлке сохранились руины старинной крепости.